# Paralcis argalea
Paralcis argalea är en fjärilsart som beskrevs av Edward Meyrick 1892. Paralcis argalea ingår i släktet Paralcis och familjen mätare. Inga underarter finns listade i Catalogue of Life.